# Ubisoft Toronto
Ubisoft Toronto is een Canadees computerspelbedrijf gevestigd in Toronto. Het bedrijf werd in 2009 opgericht door Ubisoft en is een dochteronderneming van Ubisoft.

## Spellen
| Release | Titel                                 | Platform                                                               |
| ------- | ------------------------------------- | ---------------------------------------------------------------------- |
| 2013    | Tom Clancy's Splinter Cell: Blacklist | PlayStation 3, Wii U, Windows, Xbox 360                                |
| 2014    | Assassin's Creed Unity                | PlayStation 4, Windows, Xbox One                                       |
| 2014    | Far Cry 4                             | PlayStation 3, PlayStation 4, Windows, Xbox 360, Xbox One              |
| 2015    | Tom Clancy's Rainbow Six: Siege       | PlayStation 4, Windows, Xbox One                                       |
| 2016    | Watch Dogs 2                          | PlayStation 4, Windows, Xbox One                                       |
| 2016    | Far Cry Primal                        | PlayStation 4, Windows, Xbox One                                       |
| 2017    | For Honor                             | PlayStation 4, Windows, Xbox One                                       |
| 2018    | Far Cry 5                             | PlayStation 4, Windows, Xbox One                                       |
| 2018    | Starlink: Battle for Atlas            | Nintendo Switch, PlayStation 4, Xbox One                               |
| 2020    | Watch Dogs: Legion                    | PlayStation 4, PlayStation 5, Stadia, Windows, Xbox One, Xbox Series X |

### Geannuleerd
- Tom Clancy's Rainbow 6: Patriots (PlayStation 4, Windows, Xbox One)